# Łodzia (herb szlachecki)
Łodzia (Lodza, Łodzic, Navis, Nawa) – polski herb szlachecki, wzmiankowany w najstarszym zachowanym do dziś polskim herbarzu, Insignia seu clenodia Regis et Regni Poloniae, spisanym przez historyka Jana Długosza w latach 1464–1480.
Łodzia jest jednym z 47 herbów adoptowanych przez bojarów litewskich na mocy unii horodelskiej z 1413 roku. Przedstawiciel rodu rycerskiego Łodziów, Mościc ze Stęszewa, adoptował wówczas bojara, Miczusa. Wraz z upływem czasu i rozwojem struktury szlacheckiej, Łodziowie podzielili się na wiele rodzin. Najbardziej znane rody z późniejszych epok, pieczętujące się herbem Łodzia to między innymi: Czarneccy i Górkowie.
Łodzi używał też Stefan Czarniecki.

## Opis herbu

### Opis historyczny
Jan Długosz blazonuje herb następująco:

Lodza habens nauem glaucam in campo rubeo (...).

Kasper Niesiecki, podając się na dzieła historyczne Bartosza Paprockiego, opisuje herb:

Łodzia żółta czy złota (o czterech deskach u Paprockiego) w polu czerwonem, jakby po krwi nieprzyjacielskiej.

### Opis współczesny
Opis skonstruowany współcześnie brzmi następująco:
Na tarczy w polu czerwonym łódź złota.
W klejnocie siedem pawich piór, na nich godło.
Labry herbowe czerwone, podbite złotem.

## Geneza

### Najwcześniejsze wzmianki
Najwcześniejszy znany wizerunek pieczętny należy do Wojciecha, wojewody kaliskiego i był odciśnięty w 1313 roku. Najwcześniejszy zapis o herbie pochodzi z 1411 roku.
W wyniku unii horodelskiej w 1413 roku herb został przeniesiony na Litwę.
Najwcześniejsze źródło heraldyczne wymieniające herb to datowane na lata 1464–1480 Insignia seu clenodia Regis et Regni Poloniae polskiego historyka Jana Długosza. Zapisuje on informacje o herbie wśród 71 najstarszych polskich herbów szlacheckich we fragmencie:

(...) ex Polonie proceribus genus ducens. Viri prouidi, in ambicionem proni.

### Etymologia
Pierwsza teoria dotycząca etymologii pochodzi bezpośrednio od nazwy miejscowej Łodzia, dziś Łódź (de Loda 1271), która stanowiła starodawne gniazdo rodu. Druga możliwość to pochodzenie od apelatywu łodzia – łódź, łódka (łac. navis), odpowiadającego wizerunkowi przedmiotu przybranego na tarczę herbu, poświadczonego w opisie herbu Jana Długosza.

Nobilem de armis navem deferentium, ex quo et cognomen sortibus erat.

Jak widać z przytoczonego cytatu, nazwa znaku herbowego funkcjonowała w świadomości społeczności rycerskiej jako podstawa motywująca nazwę rodu Łodzia. Protoplastą rodu prawdopodobnie był Sędziwoj z Łodzi, poświadczony w 1271 roku.

## Herbowni
Lista herbownych w artykule sporządzona została na podstawie wiarygodnych źródeł, zwłaszcza klasycznych i współczesnych herbarzy. Należy jednak zwrócić uwagę na częste zjawisko przypisywania rodom szlacheckim niewłaściwych herbów, szczególnie nasilone w czasie legitymacji szlachectwa przed zaborczymi heroldiami, co zostało następnie utrwalone w wydawanych kolejno herbarzach. Identyczność nazwiska nie musi oznaczać przynależności do danego rodu herbowego. Przynależność taką mogą bezspornie ustalić wyłącznie badania genealogiczne.
Pełna lista herbownych nie jest dziś możliwa do odtworzenia, także ze względu na zniszczenie i zaginięcie wielu akt i dokumentów w czasie II wojny światowej (m.in. w czasie powstania warszawskiego w 1944 spłonęło ponad 90% zasobu Archiwum Głównego w Warszawie, gdzie przechowywana była większość dokumentów staropolskich). Lista nazwisk znajdująca się w artykule pochodzi z Herbarza polskiego, Tadeusza Gajla (277 nazwisk). Występowanie na liście nazwiska nie musi oznaczać, że konkretna rodzina pieczętowała się herbem Łodzia. Często te same nazwiska są własnością wielu rodzin reprezentujących wszystkie stany dawnej Rzeczypospolitej, tj. chłopów, mieszczan, szlachtę. Jest to jednakże dotychczas najpełniejsza lista herbownych, uzupełniana ciągle przez autora przy kolejnych wydaniach Herbarza. Tadeusz Gajl wymienia następujące nazwiska uprawnionych do używania herbu Łodzia:
Babicki, Babolicki, Babonaubek, Bandlewski, Baranowski, Barański, Baszkowski, Baubonalik, Baubonaubek, Bendlewski, Będlewski, Bieczyński, Bieganowski, Bieniecki, Bieniedzki, Bilińskitaras, Billewicz, Bludowski, Błożejewski, Bniński, Bobiatyński, Bobolecki, Bobolicki, Boczykowski, Bolecki, Boleski, Borzychowski, Borzykowski, Borzyskowski, Boubonaubek, Brocki, Brodnicki, Brodowicki, Brodowski, Brodski, Brodzki, Byliński, Bytyński,
Choryński, Chrościcki, Chrząstkowski, Chrząstowski, Chwiłowicz, Czarnecki, Czarniecki, Czarnkowski, Czarnocki, Czerniakowski, Czerwiakowski, Czołczyński,
Dachowski, Dobratycki, Drzewiecki,
Florkowski,
Garliński, Glasser, Ględzianowski, Głembocki, Głębocki, Głuszyński, Gnoiński, Gorayski, Gorazdowski, Gorązdowski, Gorka, Gorski, Gorujski, Gowarczewski, Gowarzewski, Gowaszewski, Górka, Górski, Grądzki, Grotowski, Gurski, Gzowski,
Herman,
Ilnicki, Iłłowiecki, Iłowicki, Iłowiecki, Iwanowski, Iwiński,
Jałowiecki, Jarosz, Jaskołowski,
Kapaszewski, Katlewski, Kawiecki, Ketnarski, Kicharski, Kiedrowski, Klimenko, Klukowski, Kłodzianowski, Kmicic, Koborzyński, Kobyliński, Kokorzyński, Kokoszyński, Komornicki, Konarzewski, Kopaszewski, Koronowski, Koroński, Korytowski, Kossowski, Kotek, Kotka, Krajkowski, Kreczkowski, Krzecki, Krzeczkowski, Krzesiński, Krzeszyński, Krzęcki, Księski, Kumatowski, Kunowski, Kunratowski, Kurnatowski,
Lachnicki, Lachowicki, Lachowicz, Lachowski, Lebecki, Lebiedzki, Ledkiewicz, Ledziński, Ludomski, Ludowicz,
Łabęcki, Łabędzki, Ławrynowicz, Łącki, Łebiński, Łodzia, Łodzic, Łojewski, Łotocki, Łódzki, Łutkiewicz,
Maniecki, Michalski, Miczucha, Miczus, Mienych, Młodawski, Młodowski, Montycki, Mosiński, Moszczeński, Moszczyński, Moszyński , Mościcki, Mościński, Mulinowicz, Muszyński,
Naramowski, Narmanowski, Nieparcki, Niepartski, Nieziołyński, Niziołyński, Nojewski,
Opaleński, Opaliński, Ordęga, Osipowicz, Osipowski, Osypowicz, Osypowski, Oszypowski, Ożepowski,
Papieski, Papiewski, Parznicki, Pęperzyński, Piątkowski, Podwodowski, Pokorszyński, Pokorzyński, Pokoszyński, Ponieński, Poniński, Powilewicz, Powodowski, Przekora, Puzyk,
Rabieński, Rabiński, Raczkowski, Radzewski, Radziewski, Rąbiński, Reczyczanin, Rogaliński, Rostkiewicz, Rostkowicz, Rostkowski, Roszkiewicz, Roszkowski, Ryczycki, Rzeczycki,
Sabkowski, Sapkowski, Sczypierski, Siedlecki, Sierosławski, Skaławski, Skałowski, Sklenik, Skulski, Słabiej, Słabkowski, Słapkowski, Słupski, Służewski, Służowski, Smigielski, Smogorzewski, Sołdrski, Stabkowski, Starczynowski, Starkowiecki, Starkowski, Starowolski, Statkiewicz, Suliński, Sulkowski, Sułkowski, Symonowicz, Synhajewski, Szczypierski, Szczypiorski, Szkałowski, Szklenik, Szklennik, Szmigielski, Szołdrski, Szuniewicz, Szymonowicz,
Śmigielski, Świerczewski, Świerszczewski, Świrczewski,
Taczalski, Tłocki, Tłoski, Tomicki, Trocki, Tumicki,
Urbanowski,
Węgierski, Więcborski, Włodek, Wojszek, Wojszyk, Woronkiewicz, Wyganowski, Wysocki,
Zabiński, Zakrzewski, Zaleski, Zaliński, Zbierzchowski, Zdziechowski, Zdzychowski, Zeth, Zgorski, Zgórski, Zgurski, Zworski,
Żabiński, Żaliński, Żyrowiecki, Żytowiecki.

### Znani herbowni
- Katarzyna Opalińska
- Krzysztof Opaliński
- Adolf Rafał Bniński
- Piotr Tomicki
- Łukasz Górka
- Zygmunt Kurnatowski-Mielżyński
- Jerzy Karol Kurnatowski

## Odmiany
| Odmiany herbu Łodzia |

## Galeria

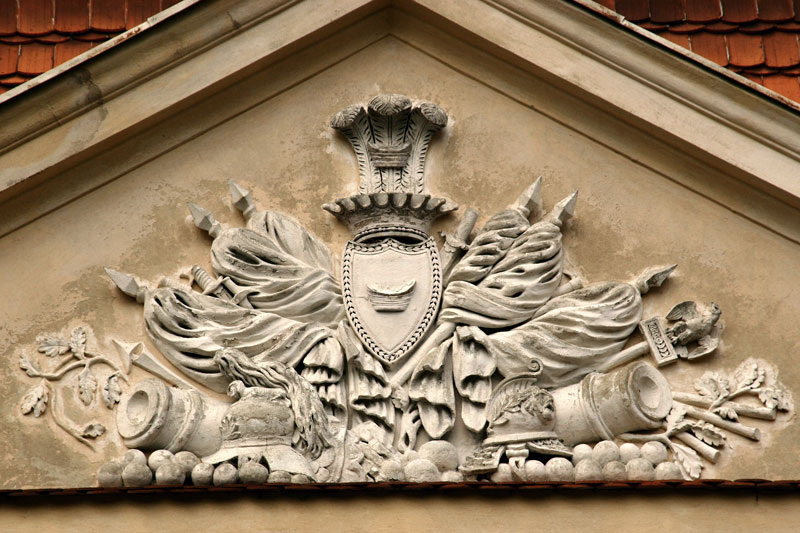
Herb Łodzia należący do Bnińskich na pałacu w Gułtowach.
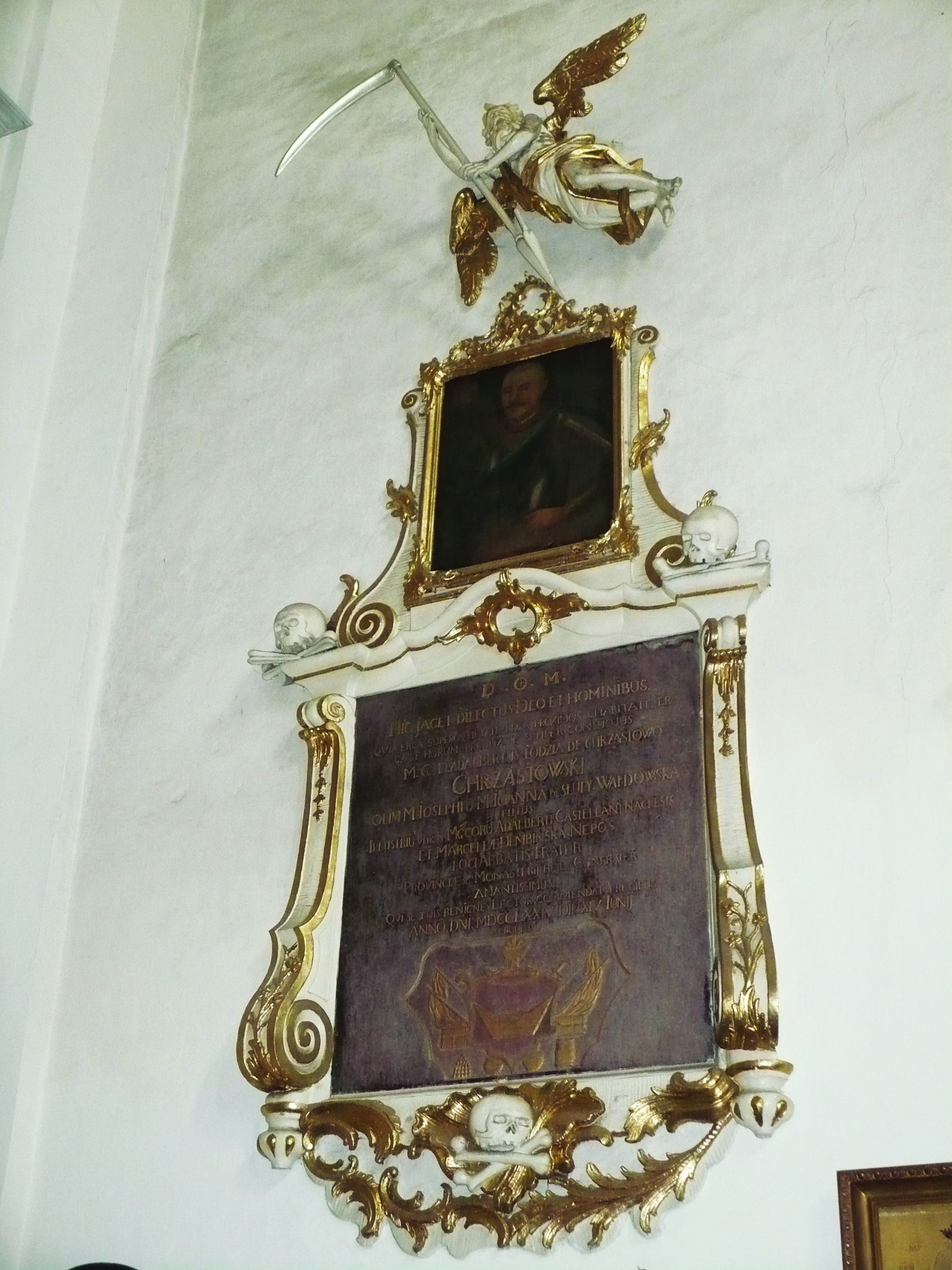
Łodzia pod barokowym epitafium opata Wojciecha Chrząstowskiego w bazylice w Koronowie.
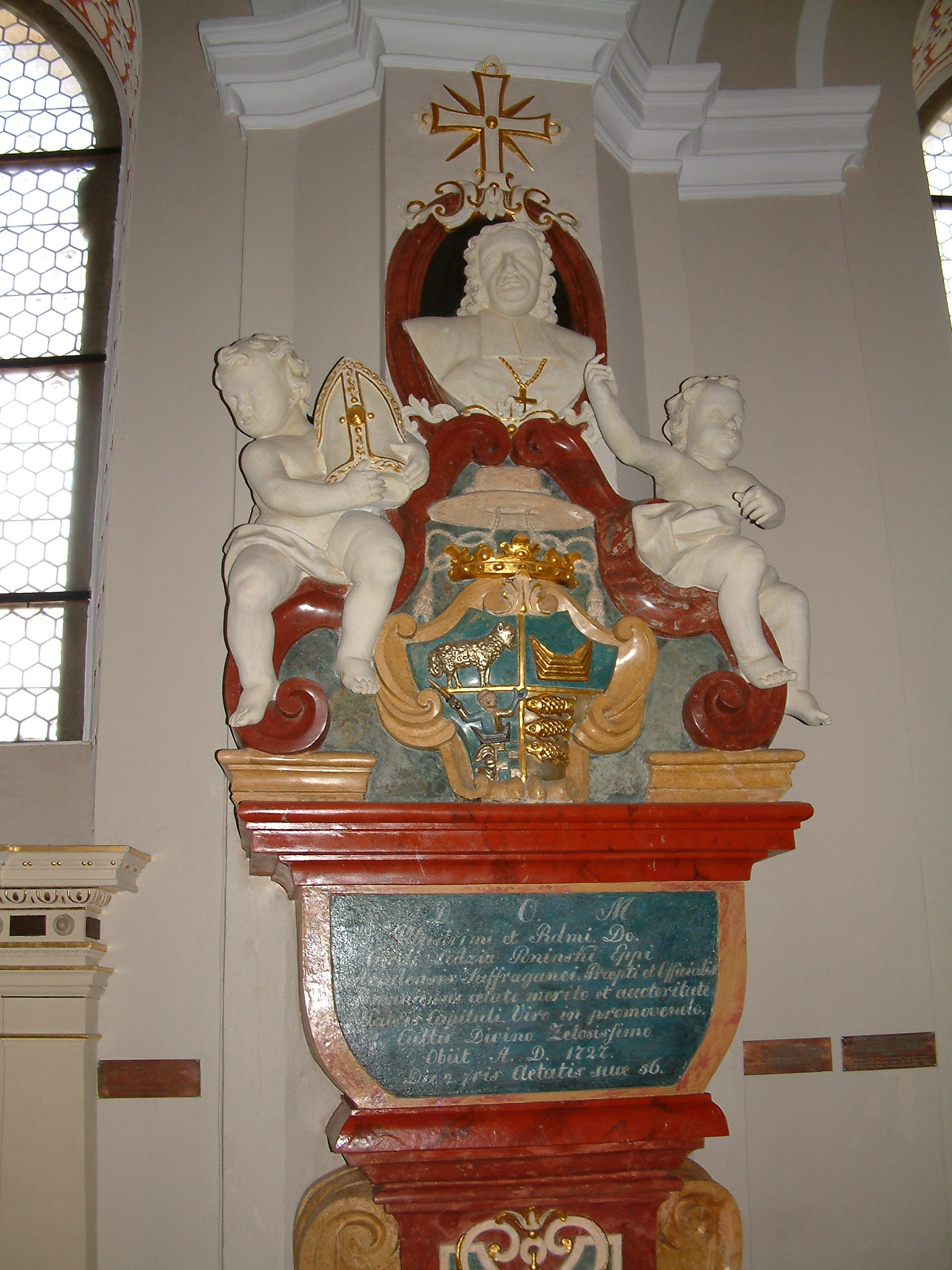
Herb Łodzia pod epitafium Karola Ponińskiego w bazylice w Poznaniu.
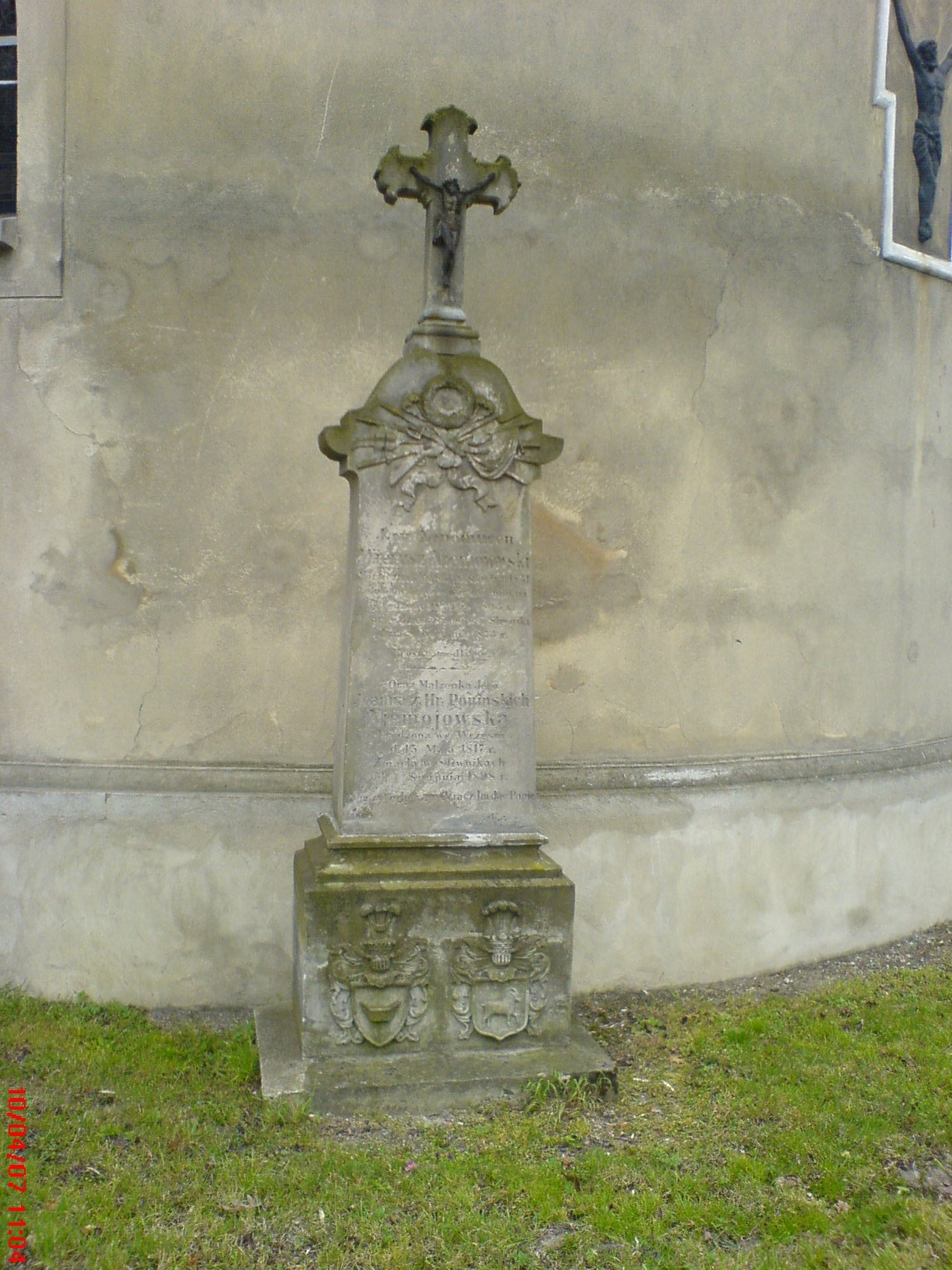
Herb Łodzia pod nagrobkiem hrabiny Joanny Nepomuceny Ponińskiej przy kościele w Skalmierzycach.
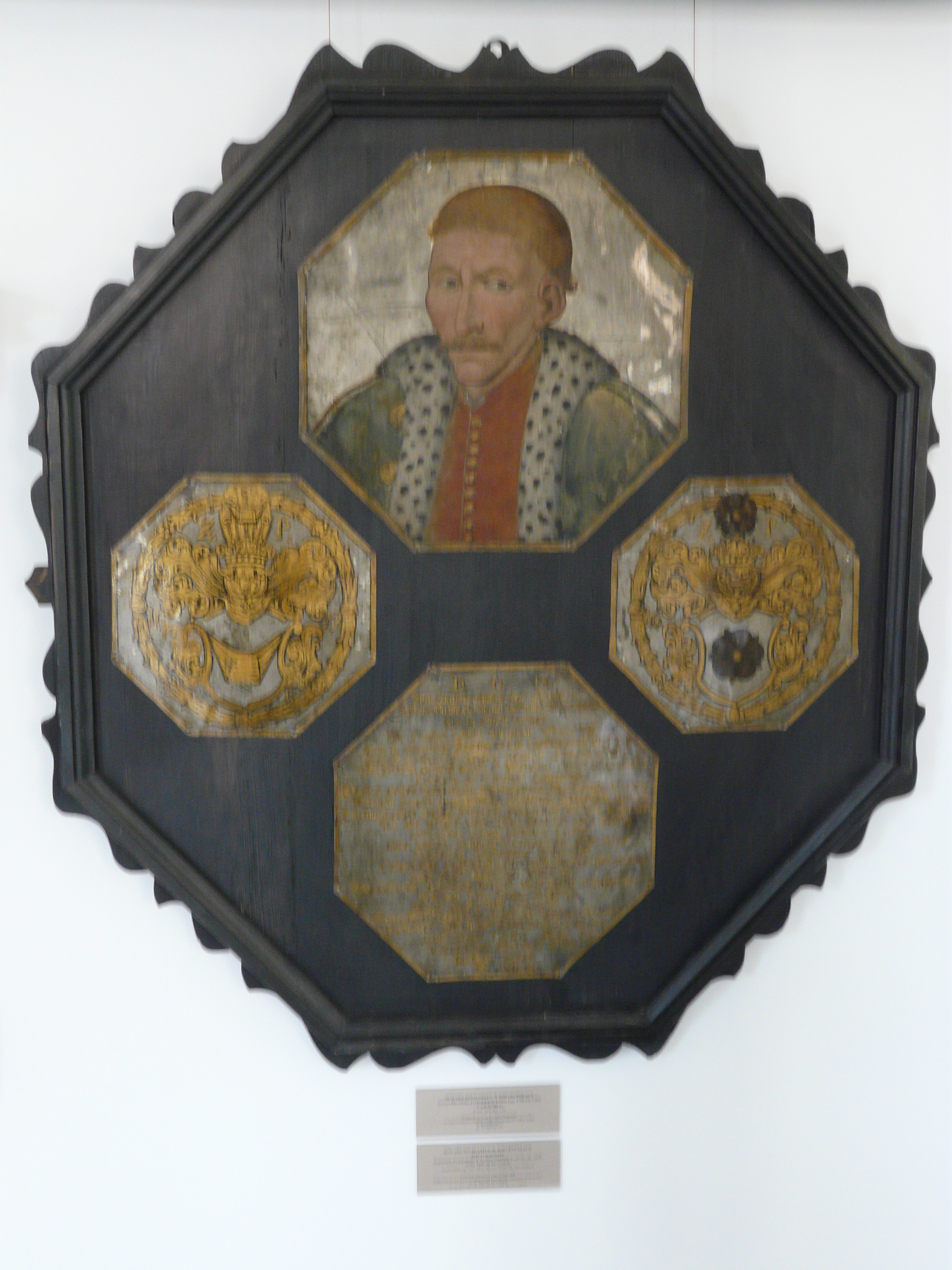
Herb Łodzia pod portretem Zygmunta Ponińskiego w Muzeum Narodowym w Poznaniu, autor nieznany.
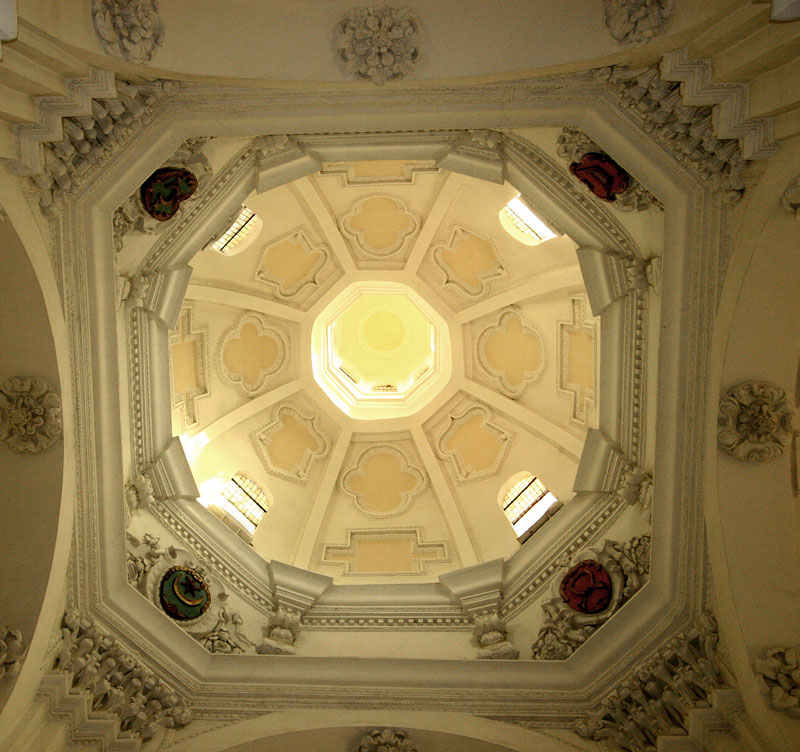
Wizerunek herbu Łodzia pod kopułą w kościele w Sierakowie.